# The Condo
Pour plus de détails, voir Fiche technique et Distribution.
The Condo est un film américain réalisé par James Cullen Bressack, sorti en 2015. Il met en vedettes dans les rôles principaux Baron Jay, Trae Ireland et Michael Joseph.

## Synopsis
Duke, un agent immobilier beau parleur et malheureux en mariage, n’est pas parvenu à vendre un condo, l’ancien propriétaire ayant été assassiné et les acheteurs potentiels ayant fui à la hâte. Quand ses copains de poker se plaignent tous de ne pas avoir d’endroit où emmener leurs maîtresses, Duke y voit une solution à tous leurs problèmes. Leur plan est d’utiliser la maison comme un endroit pour y amener leurs petites amies afin que les épouses ne découvrent pas l’infidélité de leurs maris. Ils mentent tous à leurs maîtresses sans méfiance, sur le fait d’être célibataire et sur les raisons pour lesquelles ils n’ont pas d’endroit où aller faire l’amour. Ron D., le comédien de stand-up, Tom, timide et piqué, Juan, le professeur de danse gay qui veut expérimenter, et Duke font équipe pour louer le condo et le transformer en leur nid d'amour. Avant même de commencer, l’expérience manque de tourner à la catastrophe quand ils programment tous une nuit avec leur maîtresse le même soir. Le baratin et la chance les sauvent, et ils trouvent le plan parfait. Chacun obtient le condo une semaine par mois, ce qui leur laisse le temps de changer les photos et les vêtements dans les placards et dans les tiroirs, pour éviter les soupçons et les questions. La vie est belle jusqu’à ce qu’une maîtresse folle, une famille arabe déterminée à lapider quelqu’un et une femme suspecte déclenchent une réaction en chaîne qui rassemble tout le monde dans le condo le même soir, avec des maîtresses énervées, des épouses en colère, des fanatiques musulmans et des flics qui sortent des armes à feu pour mettre fin à cette histoire d’amour comique devenue folle.

## Distribution
- Baron Jay : Duke / J-Man
- Trae Ireland : Ron D
- Jackie Moore : Sunday / Monday / Tuesday
- Johanna Rae : Tiffany
- Joe Karam : Jamaal
- Michael Joseph : Tom
- Toktam Aboozary : Natalia
- Aizhan Lighg : Sarah
- Fawn Stone : Julissa[3]
- Chris Sapone : Juan
- Tracy "Stresh" Mcnulty : Brenda
- Viet Wilcots : Letitia
- Aria London : Rebecca
- Alen Matters : Robert
- Peter Jason : Clint
- Cody Coman : Dr. English
- Lavinia Iskandar Salim : Ellen
- Olivia Stiefel : La femme de Jamaal
- Monica Davis : Kate[1]

## Production
Le tournage a eu lieu à Los Angeles, en Californie, aux États-Unis. Le film est aussi connu sous le nom de Love Mansion. Il est sorti en 2015 aux États-Unis, son pays d’origine.